# Josef Trippolt senior und junior
Josef „Sepp“ Georg Trippolt senior (* 8. Juli 1948 in Bad St. Leonhard im Lavanttal; † 16. August 2017 ebenda) war ein österreichischer Spitzen-Koch. Zusammen mit seinem Sohn Josef „Seppi“ Johann Trippolt junior (* 1. Jänner 1973 in Wolfsberg) wurde ihm die höchste Auszeichnung verliehen, die einem Koch in Österreich zuteilwerden kann: „Koch des Jahres 2003“ von Gault Millau.

## Leben
Josef Trippolt senior wurde am 8. Juli 1948 in Bad St. Leonhard im Lavanttal am Hauptplatz Nr. 7 als drittes Kind von Luise († 1968) und Josef Trippolt geboren. Seine Eltern führten damals das Gasthof am Platz in Bad St. Leonhard, wobei die Mutter als Köchin und der Vater als Fleischhauermeister in der hauseigenen Fleischhauerei, sowie als Bauer auf einer Landwirtschaft in unmittelbarer Nähe in Erscheinung traten. Nachdem er hier zusammen mit seinen zwei älteren Schwestern aufgewachsen ist und von 1954 bis 1958 die örtliche Volksschule und von 1958 bis 1962 die örtliche Hauptschule besucht hatte, absolvierte er noch ein Jahr an der Handelsschule in Klagenfurt. Nachdem er bereits seit frühester Kindheit der Mutter beim Kochen zugesehen hatte, folgte er jedoch in die Fußstapfen des Vaters und absolvierte von 1964 bis 1967 eine dreijährige als Fleischer und Selcher in Bregenz am Bodensee. Nachdem er in seinem dritten Lehrjahr den Lehrlingswettbewerb als Erstplatzierter abgeschlossen hatte, legte er im Mai 1967 vorzeitig seine Fleischergesellenprüfung mit Erfolg ab. Bei einem Kriegsfreund seines Vaters absolvierte er daraufhin ein Praxisjahr in einem wurst- und pastetenverarbeitenden Betrieb in Schleswig-Holstein. Danach arbeitete er im Jahre 1969 noch bei einem Fleischerbetrieb am Wörthersee, ehe er seine Laufbahn als Fleischer und Selcher im elterlichen Betrieb fortsetzte. Nach Ablegung der Meisterprüfung für das Fleischergewerbe im Oktober 1969 war Trippolt mit 21 Jahren der jüngste Fleischermeister von Österreich.
Nach seiner Hochzeit mit Gattin Maria (geborene Schober), eine gelernte Handelskauffrau, im Jahre 1971 pachtete er im darauffolgenden Jahr den elterlichen Gastbetrieb. Abermals ein Jahr später übernahm er den Betrieb zur Gänze und baute diesen neu auf. Noch in der Anfangszeit im eigenen Gasthaus kam am 1. Jänner 1973 der Stammhalter Josef „der Zehnte“ zur Welt; am 14. Oktober 1975 folgte Tochter Margret Elisabeth. Beide Kinder strebten eine Karriere im Gewerbe ihrer Eltern an, wobei der Sohn Josef Trippolt junior nach seiner Lehre im Hospiz St. Christoph am Arlberg und zahlreichen Praxismonaten wieder zurück in den eigenen Betrieb kam, wo er den Vater fortan unterstützte. Tochter Margret absolvierte eine Lehre zur Hotel- und Gastgewerbeassistentin im Bleibergerhof in Kärnten. In den Jahren 1980 und 1981 bauten die Trippolts ihr Gasthaus vollkommen neu auf und brachte ihre eigene, neue Philosophie – das Qualitätsdenken in allen Bereichen – ein.
Im eigenen Gasthaus verwirklichte Trippolt senior daraufhin seine große Kochleidenschaft, kam aber eigentlich überraschend zu seiner Karriere als Koch, als er eines Tages im Jahre 1980 für den ausgefallenen Koch des Gasthauses einspringen musste. Im Jahre 1985 besuchte er ein Kochseminar im Schloss Laxenburg, das von Michael Reinartz, dem Herausgeber der deutschsprachigen Ausführung des Gault-Millau, ausgeschrieben wurde. Dort lernte er das Wissen seiner Vorbilder, wie zum Beispiel Eckart Witzigmann oder Emile Jung kennen. Auch das Arlberg Hospiz Hotel und deren Küche gab Trippolt als Vorbild an. Aus dem Gasthaus mit Kegelbahn entstand ein Gourmet-Lokal. So erhielt Trippolt senior bereits im Jahre 1989 seine erste Gault-Millau-Haube. 1995 folgte die zweite sowie 2001 die dritte Haube – zusammen mit seinem Sohn. Des Weiteren erhielt das Vater-Sohn-Gespann einen Guide-Michelin-Stern verliehen. Karrierehöhepunkt war die Auszeichnung „Köche des Jahres“ vom Gault-Millau im Jahre 2003.
Im Jahr 2010 übernahm Seppi Trippolt Junior das Restaurant „Trippolt Zum Bären“ von seinen Eltern und ist seitdem für die Küche und das wirtschaftliche Denken des Betriebes verantwortlich. 2008 heiratete Seppi Trippolt die Autorin und Journalistin Silvia Maderbacher. Zusammen haben sie zwei Söhne. Nach dem Tod von Josef Trippolt Senior am 16. August 2017 übernahm Silvia Trippolt-Maderbacher die Restaurant-Leitung sowie die Geschäftsführung zusammen mit ihrem Mann Seppi Trippolt. Seppis Schwester Margret stieg wieder in den Betrieb ein.